# 霜降地区
霜降地区（しもふりちく）は、滋賀県高島市にある地区名で、行政区画では高島市新旭町旭の一部。旭区と針江区に跨る旧道に面した東西300m、南北100mの範囲。かつては独立した村であったが、明治11年（1878年）12月に近隣4か村と合併して高島郡旭村（のちの饗庭村大字旭、新旭町大字旭）となって以来、行政上の地名としては消滅している。針江集落とともに「高島市針江・霜降の水辺景観」として文化財保護法の重要文化的景観に選定されている。2015年（平成27年）4月24日、「琵琶湖とその水辺景観－祈りと暮らしの水遺産」の構成文化財として日本遺産に認定される。
針江集落の町並み・路地は針江大川の蛇行や湧水の流れに沿ったため入り組んだ様相を呈するが、霜降集落は西近江路から深溝集落へ延びる旧道と並行する針江大川上流水路に沿った東西一直線の配置となっている。表通りに面した霜降集落は庄屋・米仲買・蔵元などが暮らし、寺院も複数置かれたのに対し、通りから外れた針江は小作人の集落であった。霜降集落には針江集落の手前で針江大川の水量を調整する水位弁が設けられ、水利権を有していた。
針江集落の「川端（かばた）」は霜降集落にも見られるが、往時の住民の身分の違いから総じて大きな造りとされる。

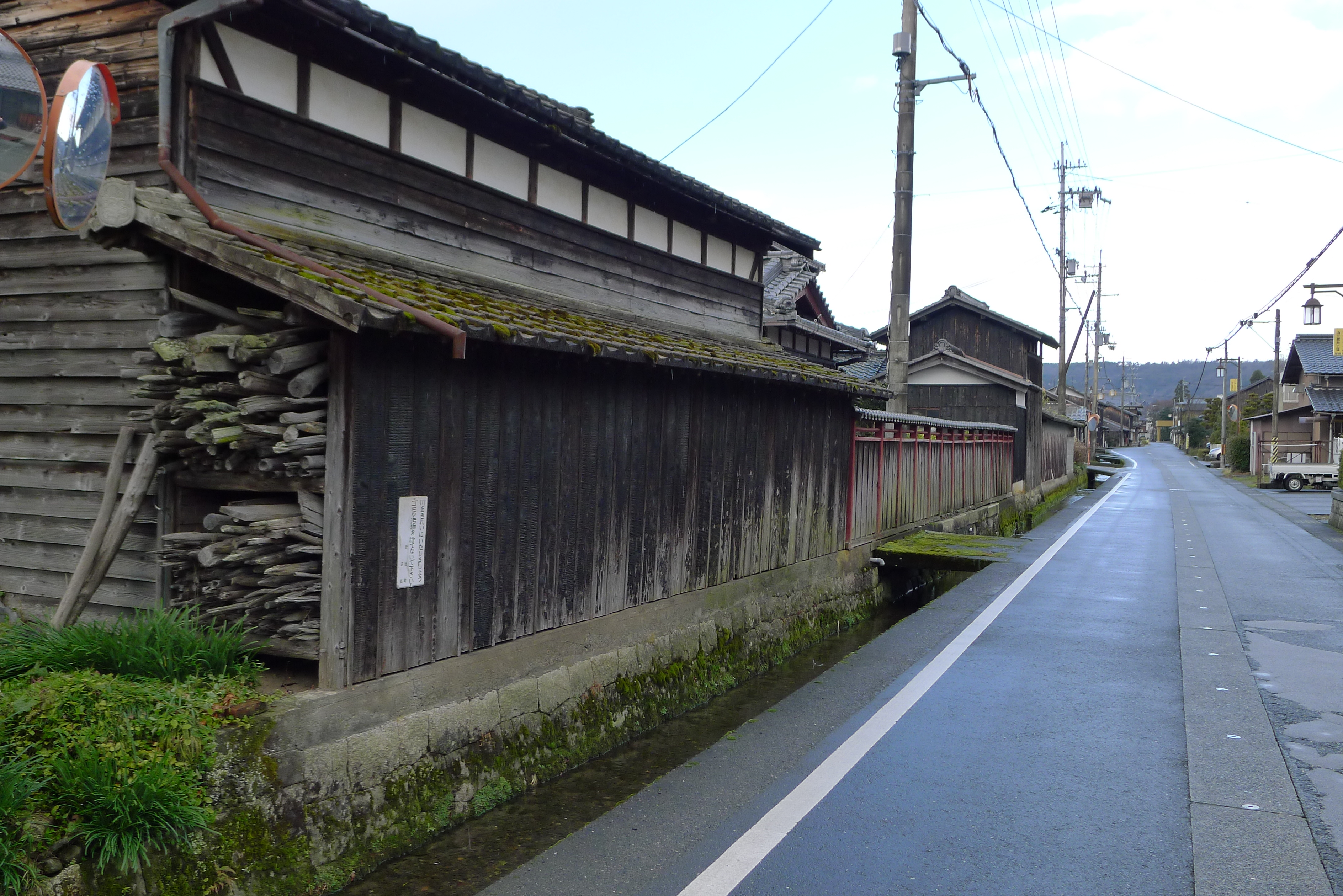
霜降地区の町並み
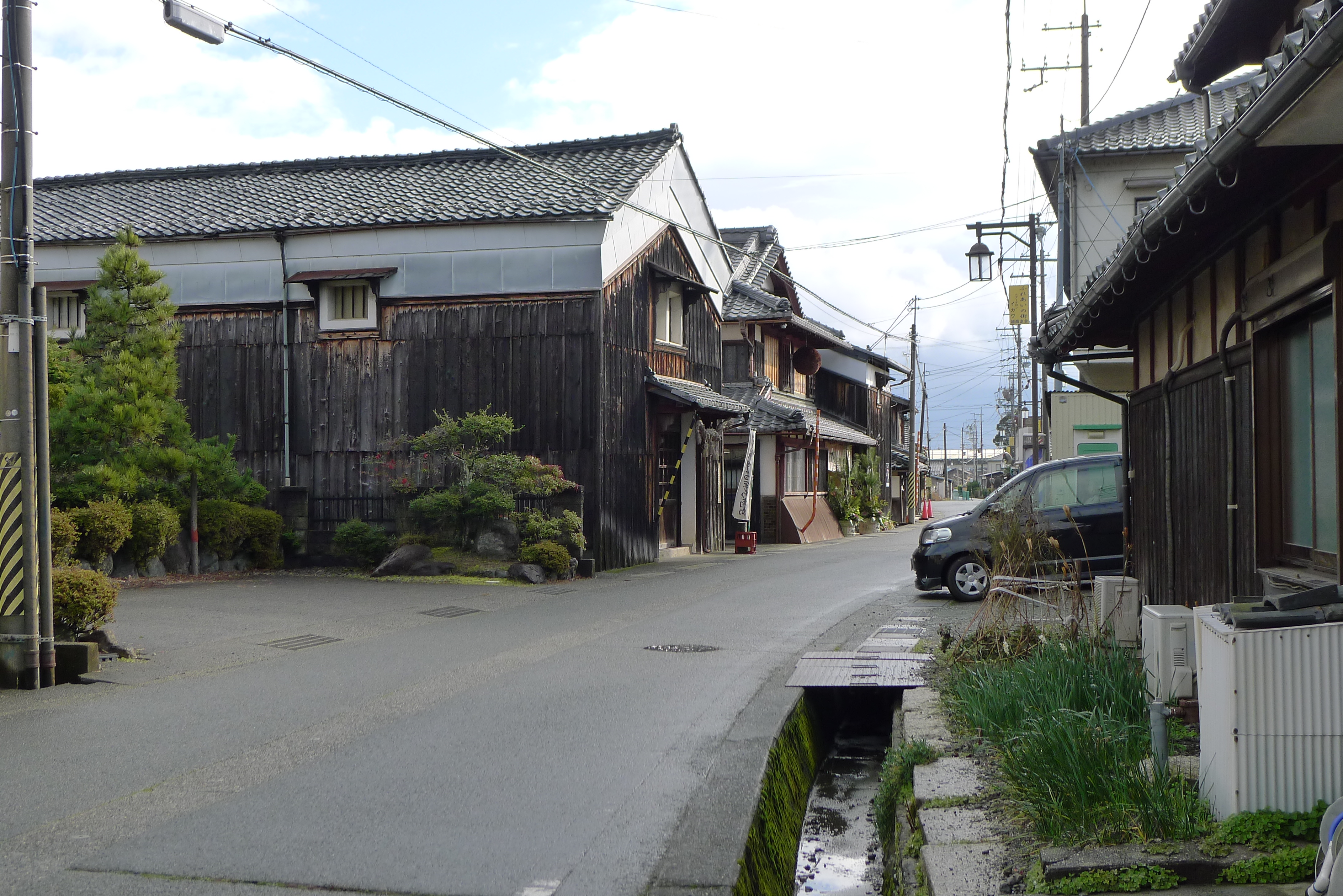
霜降地区の町並み
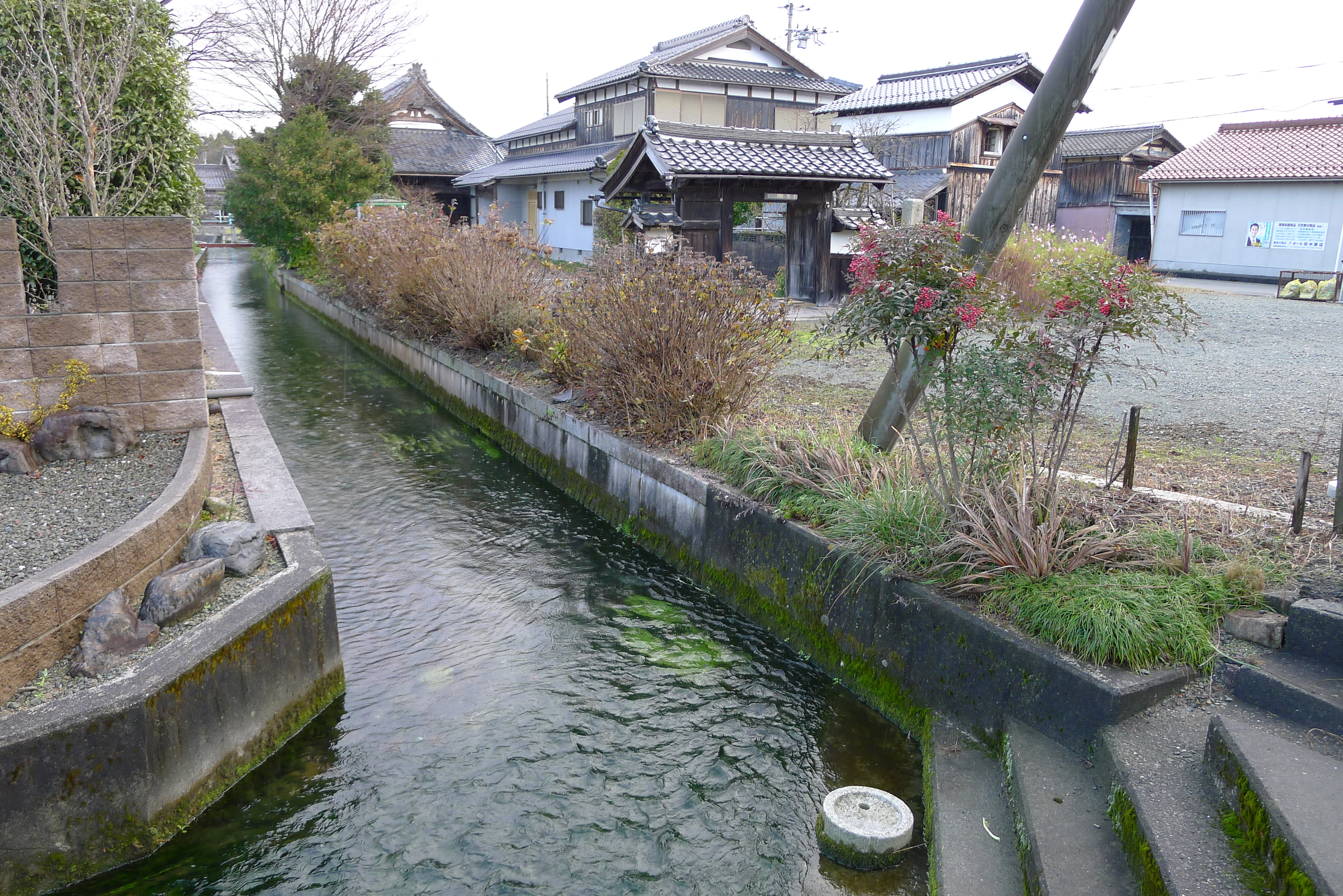
針江集落口となる浄栄寺（針江大川上流水路が屈曲する）
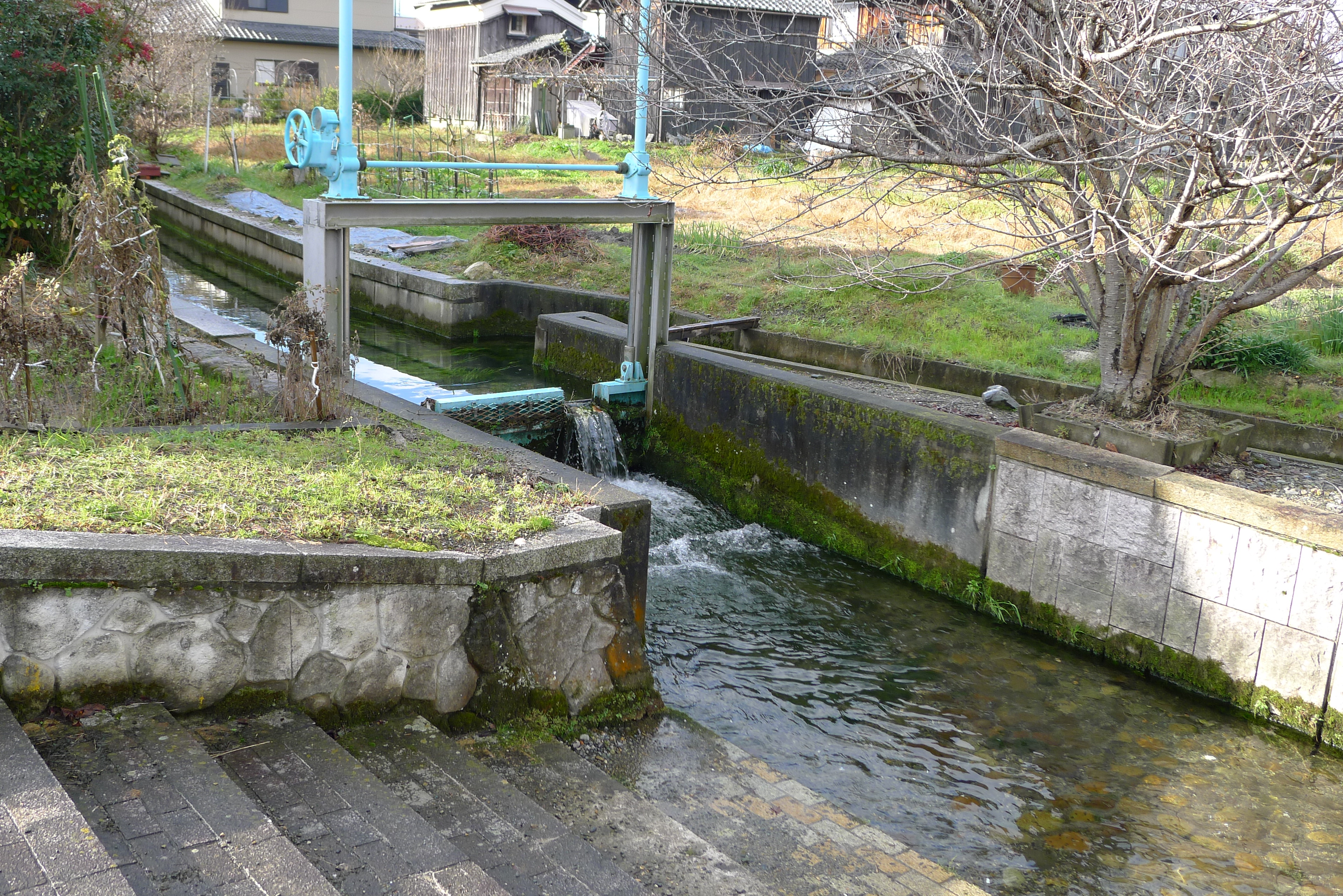
針江の手前にある堰（分水嶺と弁）
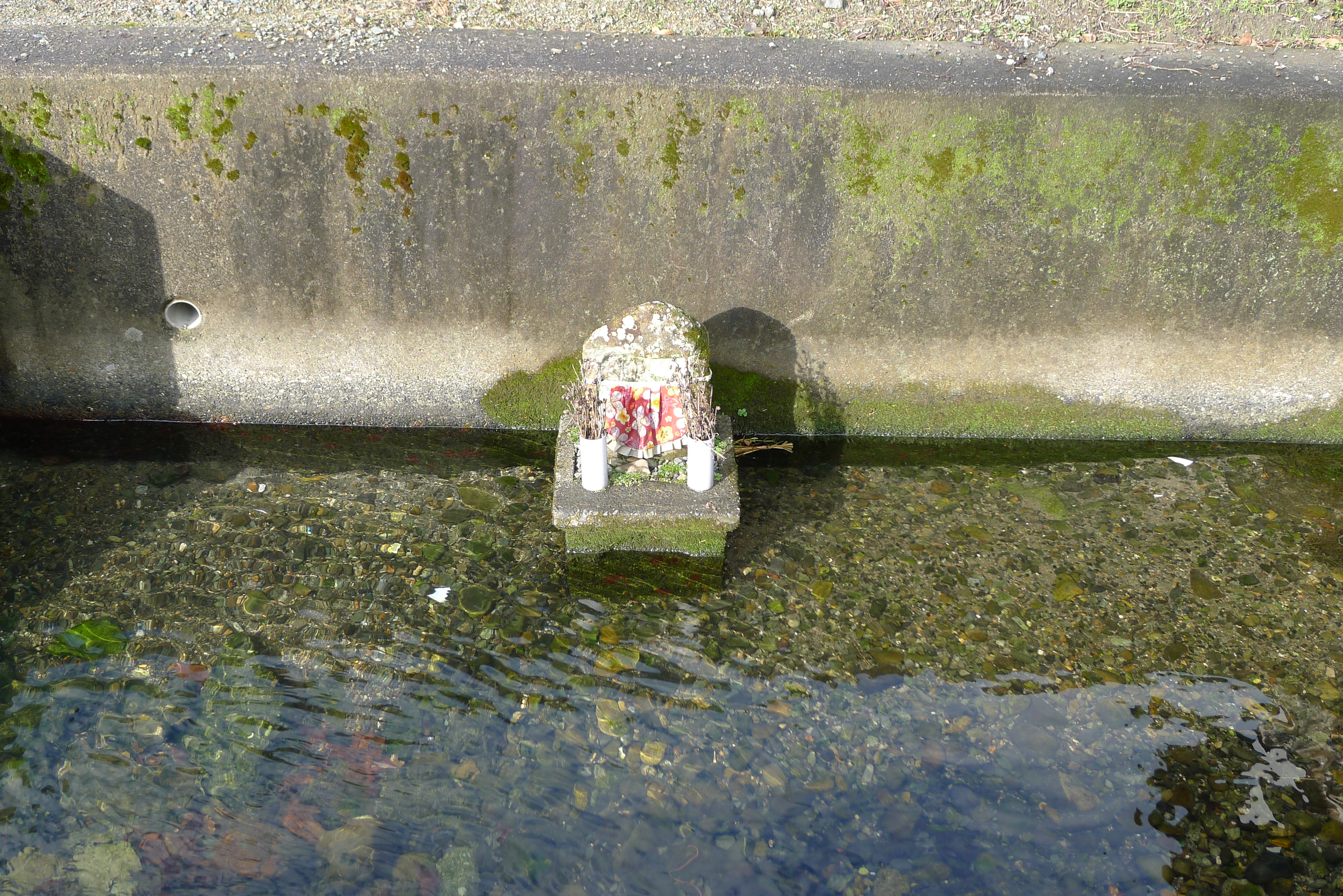
水路内に祀られた水神

## 交通アクセス
JR湖西線新旭駅下車、徒歩で約10分。（針江区の手前）